# 福地建夫
福地 建夫（ふくち たけお、1937年（昭和12年）12月2日 - ）は、日本の海上自衛官。第21代海上幕僚長。第5代横須賀地方総監・福地誠夫の次男で、親子で横須賀総監を務めている。

## 略歴
東京府出身。麻布高等学校卒業（父の福地誠夫は旧制麻布中学校出身）。防衛大学校第5期卒業後、海上自衛隊入隊。護衛艦「よしの」艦長、第4護衛隊群司令、海上幕僚監部人事教育部長、舞鶴地方総監、横須賀地方総監等の要職を歴任し、第21代海上幕僚長に就任。

## 年譜
- 1961年（昭和36年）3月：防衛大学校卒業（第5期）、海上自衛隊に入隊（第12期幹候）
- 1976年（昭和51年）7月：2等海佐
- 1978年（昭和53年）3月：護衛艦「よしの」艦長
- 1980年（昭和55年）7月：1等海佐に昇任
- 1981年（昭和56年）8月1日：海上幕僚監部防衛部運用課運用班長
- 1984年（昭和59年）8月13日：第23護衛隊司令
- 1985年（昭和60年）8月1日：海上幕僚監部人事教育部人事課長
- 1986年（昭和61年）7月1日：海将補に昇任
- 1987年（昭和62年）8月10日：第4護衛隊群司令に就任
- 1988年（昭和63年）
  - 7月7日：海上幕僚監部総務部長
  - 12月15日：同人事教育部長
- 1991年（平成03年）3月16日：海将に昇任、第31代 舞鶴地方総監に就任
- 1992年（平成04年）6月16日：海上自衛隊幹部学校長に就任
- 1993年（平成05年）3月24日：第29代 横須賀地方総監に就任
- 1994年（平成06年）12月15日：第21代 海上幕僚長に就任
- 1996年（平成08年）3月25日：退官
- 2011年（平成23年）4月29日：瑞宝重光章受章[2]

## 栄典
- レジオン・オブ・メリット・コマンダー - 1995年（平成7年）11月14日[3]
- 瑞宝重光章 - 2011年（平成23年）4月29日